# Jooris van der Straaten

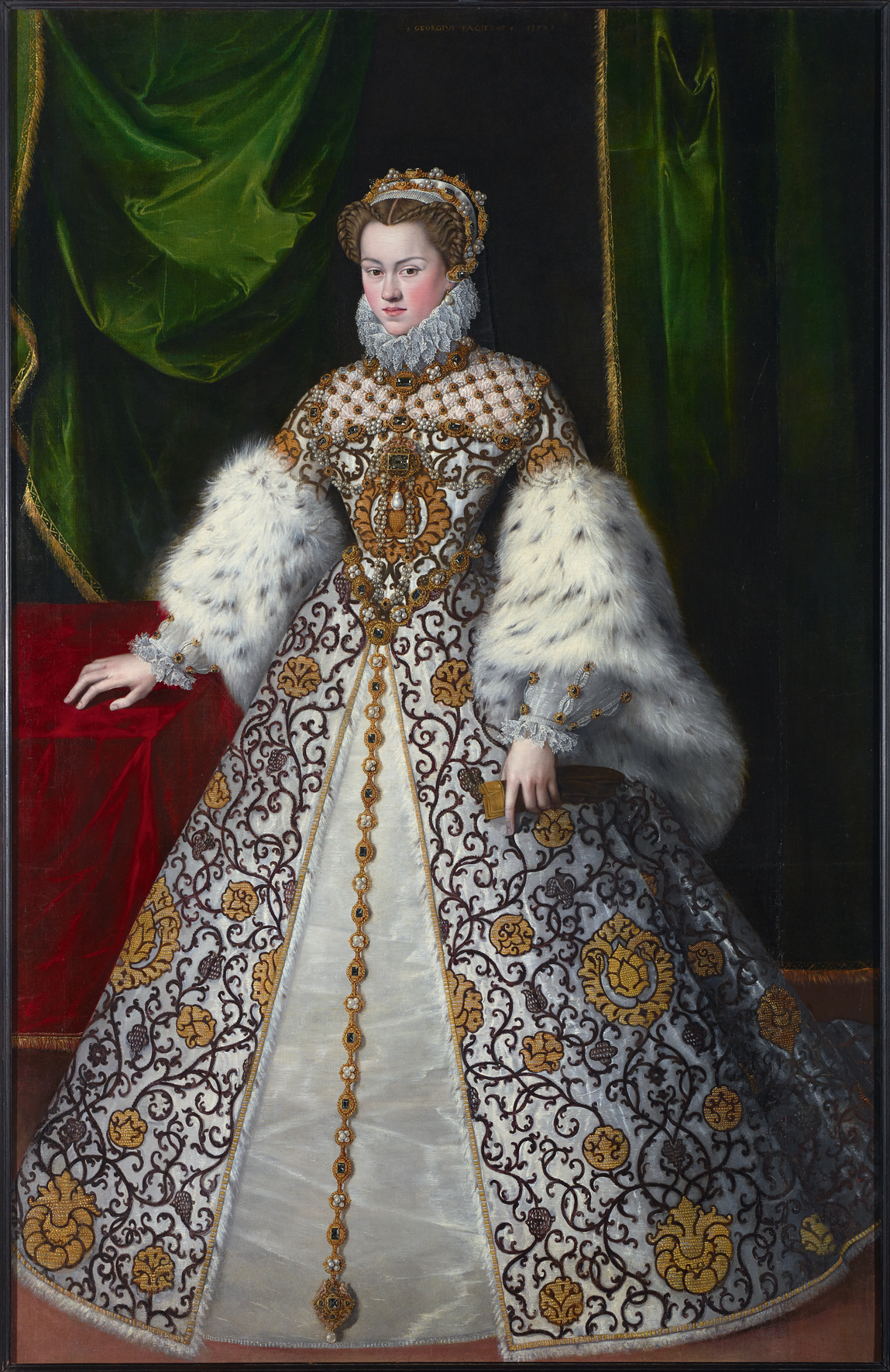
Isabel de Austria, 1573, Madrid, Monasterio de las Descalzas Reales.

Jooris van der Straaten, también conocido como Joris van Straeten, Jooris van Gent, Georges van der Straeten, Georges van Gent y en España conocido como Jorge de la Rúa (fl. 1552-1577), fue un pintor flamenco originario de Gante activo en las cortes de España y Francia.

## Biografía
Formado con Frans Floris en Amberes, podría haber completado su formación con Antonio Moro y quizá haberle acompañado a Portugal, donde en  1556 Catalina de Austria le pagó por un retrato de su nieto, el futuro rey Sebastián de Portugal de solo dos años. Retratista de corte, trabajó para Felipe II, a quien debió de acompañar a Inglaterra tras su matrimonio con María Tudor (1554), según evidencia el retrato que hizo del monarca de tres cuartos y con la orden de la Jarretera, conservado en la colección Abelló. En 1559 se le localiza en España, con encargo de pintar una Resurrección de Lázaro para la iglesia de Santiago de Cáceres. En competencia con Alonso Sánchez Coello, con quien también trabajó en Portugal, se le documenta de 1560 a 1568 con el nombre de Jorge de la Rúa como pintor de Isabel de Valois, para quien también pintó obras de devoción, como el cuadro de la Virgen Inmaculada con cinco figuras que la reina tenía sobre su cama y por el que había pagado una elevada suma.

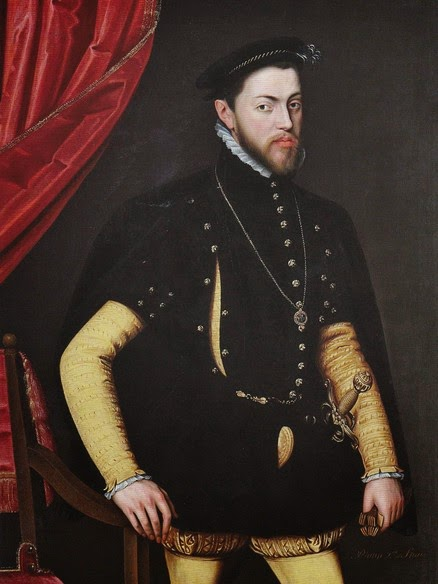
Retrato de Felipe II con la orden de la Jarretera, c. 1554. Óleo sobre lienzo, 121,9 x 89,9 cm, colección Abelló.

Seguía en la corte en enero de 1571, ocupado en el retrato de las infantas Isabel Clara Eugenia y Catalina Micaela, según testimonio del doctor Juan Milio, que visitó a las infantas en su aposento del Alcázar posando para el pintor, «y havía bien que hazer a que la infanta doña Catalina estuviese queda». El retrato le había sido encargado por la duquesa de Alba y de él se hicieron dos copias, una para ser enviada a la abuela de las infantas, la reina de Francia Catalina de Médici, y otra para la duquesa, que finalmente renunció a ella por su precio y que podría ser el lienzo conservado en la colección real británica que retrata a las hermanas sobre un estrado, con un perrito y una cotorra. Inmediatamente se trasladó a Francia donde trabajó como pintor de la reina  Isabel de Austria, esposa de Carlos IX, a la que retrató en 1573 en la única obra firmada y fechada que se conoce del pintor, retrato conservado en el Monasterio de las Descalzas Reales de Madrid, donde también con atribución a Jorge de la Rúa se guarda un retrato del príncipe don Carlos con armadura, anteriormente atribuido al portugués Cristóvão de Morais. Un retrato de Juan de Austria «quando moço con cuera y calças y jubón de carmesí», que fue de la colección de retratos de los que disponía María de Austria en su retiro de las Descalzas —prestados por su hermano el rey Felipe II— y posteriormente de la Galería Española formada por Luis Felipe de Orleans, adquirido tras su descomposición por William Stirling-Maxwell (Glasgow, Pollok House), se tiene actualmente también por obra de Straaten tras haber estado atribuido a Sánchez Coello. Se le han atribuido, además, un segundo retrato de Isabel de Austria, obra del taller conservada en Nelahozeves (República Checa) y el retrato de Doña María Manrique de Lara y Pernstein con una de sus hijas, Praga, Galería de Bohemia Central,
En abril de 1577, titulándose pintor y valet de chambre de la reina Luisa de Lorena, fechó su testamento en Saint-Germain-des-Prés, diciéndose en él acreedor de la reina y del pintor inglés Nicholas Hilliard.